# هافکوشت
هافکوشت (به آلمانی: Havekost) یک شهر در آلمان است که در هرتسوگتوم لاونبورگ واقع شده‌است.
 هافکوشت  ۱۴۶ نفر جمعیت دارد.